# Circonscription de Boulemane
 (avril 2025).
La circonscription de Boulemane est la circonscription législative marocaine de la province de Boulemane située en région Fès-Meknès. Elle est représentée dans la Xe législature par Ahmed Chaouki, Hassan Laenser et Rachid Hamouni.

## Historique des députations
| Législature | Début de mandat  | Fin de mandat    | Députés élus | Députés élus             | Députés élus | Députés élus         | Députés élus | Députés élus         |
| ----------- | ---------------- | ---------------- | ------------ | ------------------------ | ------------ | -------------------- | ------------ | -------------------- |
| IXe         | 26 novembre 2011 | 7 octobre 2016   |              | Abderrahmane Karrat (MP) |              | Ahmed Chaouki (PAM)  |              | Rachid Hamouni (PPS) |
| Xe          | 8 octobre 2016   | 8 septembre 2021 |              | Hassan Laenser (MP)      |              | Ahmed Chaouki (PAM)  |              | Rachid Hamouni (PPS) |
| XIe         | 9 septembre 2021 | ?                |              | Hassan Laenser (MP)      |              | Mohamed Chouki (RNI) |              | Rachid Hamouni (PPS) |

## Historique des élections

### Découpage électoral d'octobre 2011

#### Élections de 2016
| Parti       | Parti                                                       | Voix   | %      | Député(s) élus |  |
| ----------- | ----------------------------------------------------------- | ------ | ------ | -------------- |  |
|             | Mouvement populaire (MP)                                    | 8 678  | 18,97  | Hassan Laenser |  |
|             | Parti authenticité et modernité (PAM)                       | 8 568  | 18,73  | Ahmed Chaouki  |  |
|             | Parti de la justice et du développement (PJD)               | 7 453  | 16,30  | Mohamed Drissi |  |
|             | Parti du progrès et du socialisme (PPS)                     | 7 449  | 16,29  |                |  |
|             | Parti de l'Istiqlal (PI)                                    | 4 841  | 10,58  |                |  |
|             | Rassemblement national des indépendants (RNI)               | 3 376  | 7,38   |                |  |
|             | Fédération de la gauche démocratique (FGD)                  | 2 853  | 6,24   |                |  |
|             | Union constitutionnelle (UC)                                | 661    | 1,45   |                |  |
|             | Front des forces démocratiques (FFD)                        | 436    | 0,95   |                |  |
|             | Union socialiste des forces populaires (USFP)               | 334    | 0,73   |                |  |
|             | Parti démocratique de l'indépendance (PDI)                  | 307    | 0,67   |                |  |
|             | Mouvement démocratique et social (MDS)                      | 214    | 0,47   |                |  |
|             | Parti de l'environnement et du développement durable (PEDD) | 195    | 0,43   |                |  |
|             | Parti de la réforme et du développement (PRD)               | 174    | 0,38   |                |  |
|             | Parti des Néo-Démocrates (PND)                              | 115    | 0,25   |                |  |
|             | Parti Al Ahd Addimocrati (AHD)                              | 81     | 0,18   |                |  |
|             |                                                             |        |        |                |  |
| Inscrits    | Inscrits                                                    | 86 114 | 100,00 |                |  |
| Abstentions | Abstentions                                                 | 40 379 | 46,89  |                |  |
| Exprimés    | Exprimés                                                    | 45 735 | 53,11  |                |  |

L’élection de Mohamed Drissi (PJD) a été invalidée par la Cour constitutionnelle, son siège est repris par Rachid Hamouni (PPS).

#### Élections de 2021
| Parti       | Parti                                         | Voix   | %      | Députés élus   |  |
| ----------- | --------------------------------------------- | ------ | ------ | -------------- |  |
|             | Rassemblement national des indépendants (RNI) | 28 802 | 40,06  | Mohamed Chouki |  |
|             | Mouvement populaire (MP)                      | 9 499  | 13,21  | Hassan Laenser |  |
|             | Parti du progrès et du socialisme (PPS)       | 8 874  | 12,34  | Rachid Hamouni |  |
|             | Parti de l'Istiqlal (PI)                      | 8 098  | 11,26  |                |  |
|             | Alliance de la fédération de gauche (AGD)     | 7 322  | 10,18  |                |  |
|             | Parti authenticité et modernité (PAM)         | 6 025  | 8,38   |                |  |
|             | Union socialiste des forces populaires (USFP) | 1 206  | 1,68   |                |  |
|             | Parti de la justice et du développement (PJD) | 1 035  | 1,44   |                |  |
|             | Mouvement démocratique et social (MDS)        | 275    | 0,38   |                |  |
|             | Parti socialiste unifié (PSU)                 | 265    | 0,37   |                |  |
|             | Parti vert marocain (PVM)                     | 205    | 0,29   |                |  |
|             | Front des forces démocratiques (FFD)          | 139    | 0,19   |                |  |
|             | Parti du centre social (PCS)                  | 103    | 0,14   |                |  |
|             | Parti démocratique de l'indépendance (PDI)    | 49     | 0,07   |                |  |
|             |                                               |        |        |                |  |
| Inscrits    | Inscrits                                      | 95 165 | 100,00 |                |  |
| Abstentions | Abstentions                                   | 23 268 | 24,45  |                |  |
| Exprimés    | Exprimés                                      | 71 897 | 75,55  |                |  |